# Centrorhynchus longicephalus
Centrorhynchus longicephalus är en hakmaskart som beskrevs av Das 1950. Centrorhynchus longicephalus ingår i släktet Centrorhynchus och familjen Centrorhynchidae. Inga underarter finns listade i Catalogue of Life.